# Lista de bairros de São Luís (Maranhão)
Eis a  relação de todos os bairros de São Luís do Maranhão. Oficialmente, a cidade tem 38 bairros, mas se contarem as subdivisões dos bairros, palafitas, favelas, chega-se a ultrapassar mais de 300 bairros.
- Alameda dos Sonhos
- Alemanha
- Amapá
- Andiroba
- Angelim
- Anil
- Anjo da Guarda
- Aurora
- Alto Bonito
- Alto da Alegria
- Alto do Angelim
- Alto da Esperança
- Alto do Calhau
- Alto do Pinho
- Ananandiba
- Andiroba
- Apeadouro
- Apicum
- Areinha
- Argola e Tambor
- Arraial
- Bacanga
- Barreto
- Bela Vista
- Belira
- Bequimão
- Bom Jesus
- Bom Milagre
- Brisa do Mar
- Cajueiro
- Cajupary
- Cajupe
- Calhau
- Camboa
- Camboa dos Frades
- Cantinho do Céu
- Caratatiua
- Cassaco
- Chácara Brasil
- Cidade Nova do Gapara
- Cidade Olímpica[1]
- Cidade Operária
- Cinturão Verde
- Codozinho
- Cohab Anil I
- Cohab Anil II
- Cohab Anil III
- Cohab Anil IV
- Cohab Anil V
- Cohafuma
- Cohajap
- Cohajoli
- Cohatrac I
- Cohatrac II
- Cohatrac III
- Cohatrac IV
- Cohama
- Cohapam
- Cohaserma
- Coheb
- Conjunto Alexandra Tavares
- Conjunto Basa
- Conjunto Belo Horizonte
- Conjunto Bom Clima
- Conjunto dos Ipens
- Conjunto Dom Sebastião
- Conjunto Jaguarema
- Conjunto Juçara
- Conjunto Penalva
- Conjunto Primavera
- Conjunto Promorar
- Conjunto Radional
- Conjunto São Raimundo
- Coreia
- Coroado
- Coroadinho
- Coqueiro
- Coquilho
- Cruzeiro do Anil
- Cruzeiro de Santa Bárbara
- Cutim
- Diamante
- Distrito Industrial
- Divineia
- Eco Tajaçuaba
- Estiva
- Fátima
- Fabril
- Fé em Deus
- Filipinho
- Floresta
- Forquilha
- Fumacê
- Gapara
- Gancharia
- Goiabal
- Habitacional Turu
- Habitacional Nice Lobão
- Igaraú
- Ilha Bela
- Ilha da Paz
- Ilhinha
- Inhaúma
- Ipase de baixo
- Ipase de cima
- Ipem São Cristóvão
- Ipem Turu
- Itapera
- Itapiracó
- Itaqui
- Ivar Saldanha
- Jacamim
- Jambeiro
- Jaracaty
- Jardim América
- Jardim das Margaridas
- Jardim de Allah
- Jardim Atlântico
- Jardim Coelho Neto
- Jardim Conceição
- Jardim de Fátima
- Jardim Eldorado
- Jardim Libanês
- Jardim Paulista
- Jardim Renascença
- Jardim São Cristóvão I
- Jardim São Cristóvão II
- Jardim São Francisco
- Jardim São Raimundo
- Jardim SM
- João de Deus
- João Paulo
- Jordoa
- Laranjeiras
- Liberdade
- Lira
- Loteamento Alterosa
- Loteamento Valiam
- Macaúba
- Madre Deus[2]
- Mãe Chica
- Mangue Seco
- Maracanã
- Maranhão Novo[3]
- Morro do Zé Bombom
- Mata da Itapera
- Matinha do Rio Grande
- Mato Grosso
- Matões do Turu
- Monte Castelo
- Nova Betel
- Novo Angelim
- Olho d'Água
- Outeiro da Cruz
- Pão de Açúcar
- Parque Amazonas
- Parque Atenas
- Parque Atlântico
- Parque Aurora
- Parque Brasil
- Parque das Palmeiras
- Parque dos Nobres
- Parque dos Sabiás
- Parque Guanabara
- Parque Nice Lobão
- Parque Olinda
- Parque Pindorama
- Parque Shalom
- Parque Smithland
- Parque Timbira
- Parque Universitário
- Pedrinhas
- Pereira
- Piancó
- Piquizeiro
- Pirapora
- Planalto Anil I
- Planalto Anil II
- Planalto Anil III
- Planalto Anil IV
- Planalto Aurora
- Planalto Ipase
- Planalto Pingão
- Planalto Turu I
- Planalto Turu II
- Planalto Turu III
- Planalto Vinhais I
- Planalto Vinhais II
- Ponta d'Areia
- Ponta do Farol
- Portal da Ilha
- Porto Grande
- Praia Grande
- Primavera do Bom Jesus
- Quebra Pote
- Quintas do Calhau
- Quitandinha
- Recanto do Bequimão
- Recanto dos Nobres
- Recanto dos Pássaros
- Recanto dos Vinhais
- Recanto dos Signos
- Recanto Canaã
- Recanto Fialho
- Recanto Verde
- Redenção
- Renascença
- Residencial 2000
- Residencial Albino Soeiro
- Residencial Aroeiras
- Residencial Alexandra Tavares
- Residencial Ana Jansen
- Residencial Amendoeira
- Residencial Araras
- Residencial Batatã
- Residencial do Careca
- Residencial Dom Ricardo
- Residencial Estrela Dalva
- Residencial Esperança
- Residencial Francisco Lima
- Residencial Ilha Bela
- Residencial Ivaldo Rodrigues
- Residencial Ivan Sarney
- Residencial João do Vale
- Residencial José Reinaldo Tavares
- Residencial João Alberto
- Residencial Luiz Bacelar
- Residencial Marcelo Dino
- Residencial Morada do Sol
- Residencial Nova Vida
- Residencial Nestor
- Residencial Parque das Palmeiras
- Residencial Olímpico
- Residencial Paraíso
- Residencial Pinheiros
- Residencial Primavera
- Residencial Resende
- Residencial Ribeira
- Residencial Rio Anil
- Residencial Santos Dumont
- Residencial Santo Antônio
- Residencial São Domingos
- Residencial São Jerônimo
- Residencial São Paulo
- Residencial Shalom
- Residencial Tiradentes
- Residencial Valeam
- Residencial Vinhais
- Retiro Natal
- Rio dos Cachorros
- Rio do Meio
- Rio Grande
- Sá Viana
- Sacavém
- Salina do Sacavém
- Santa Bárbara
- Santa Clara
- Santa Cruz
- Santa Efigênia
- Santa Helena
- Santa Rosa
- Santana
- Santo Antônio
- São Bernardo
- São Benedito
- Santos Dumont
- São Cristóvão
- São Francisco
- São Joaquim
- São Marcos
- São Mateus
- São Raimundo
- Sol e Mar
- Solar dos Lusitanos
- Sítio Leal
- Sitinho
- Tahim
- Tajaçuaba
- Tajipuru
- Tauá-Mirim
- Tibiri
- Tibirizinho
- Tinai
- Tindiba
- Tirirical
- Túnel do Sacavém
- Turu[4]
- Vera Cruz
- Vila 21 de Abril
- Vila 25 de Maio
- Vila Alexandra Tavares
- Vila Apaco
- Vila Aparecida
- Vila Ayrton Senna
- Vila Ariri
- Vila Brasil
- Vila Cabral Miranda
- Vila Cascavel
- Vila Capim
- Vila Cerâmica
- Vila Collier
- Vila Conceição
- Vila Cruzado
- Vila Cristalina
- Vila Cutia
- Vila Dom Luís
- Vila dos Frades
- Vila Embratel
- Vila Esperança
- Vila Eliseu Matos
- Vila Funil
- Vila Geniparana
- Vila Industrial
- Vila Isabel
- Vila Isabel Cafeteira
- Vila Itamar
- Vila Janaína
- Vila Jacu
- Vila Luizão
- Vila Madureira
- Vila Magril
- Vila Maracujá
- Vila Maranhão
- Vila Marinha
- Vila Mauro Fecury I
- Vila Mauro Fecury II
- Vila Menino Jesus Praga
- Vila Natal
- Vila Nova
- Vila Nova Betel
- Vila Nova República
- Vila Palmeira
- Vila Passos
- Vila Portela
- Vila Progresso
- Vila Real
- Vila Regina
- Vila Rica
- Vila Riod
- Vila Romário
- Vila Santa Julia
- Vila São João
- Vila São Luís
- Vila São Sebastião
- Vila Sarney
- Vila Samara
- Vila Sete de Setembro
- Vila Tiradentes
- Vila Vicente Fialho
- Vila Vitória
- Village dos Jasmins
- Vinhais
- Vinhais Velho
- Vivendas da Cohama
- Vivendas do Turu